# Windows Template Library
La Windows Template Library (WTL) es una biblioteca libre de plantillas C++ para el desarrollo de programas de Windows utilizando el API de Win32. WTL fue creada inicialmente por el empleado de Microsoft Nenad Stefanovic para su propio uso privado, aunque más tarde sería distribuida como un add-on de Visual Studio y el SDK de Win32. Pensadas y desarrolladas como una alternativa ligera a las MFC dependen de ATL, otra API ampliamente usada para la creación de objetos COM y componentes ActiveX.

## Introducción
WTL proporciona soporte para implementar muchos de los elementos de la interfaz de usuario de los programas Windows, incluyendo los tipos más comunes de ventanas, diálogos, controles u objetos GDI. El objetivo final es producir un código compacto y eficiente, lo más cercano posible al de un programa que solo usara el SDK, pero con un modelo de objetos flexible y de alto nivel.
La mayor parte del API de WTL es un reflejo fiel del conjunto de llamadas de Win32, de manera que su interfaz es muy familiar a los programadores de Windows. Aunque no existe soporte oficial por parte de Microsoft, el llamado WTL Documentation Project es un intento de crear una documentación de referencia de la librería.
A partir de la versión 8.0, WTL es compatible con la gran mayoría de elementos de la interfaz de usuario de Windows Vista.

## Licencia
En 2004, Microsoft aplicó al código fuente la licencia Licencia Pública Común y comenzó a distribuirla a través de SourceForge. A partir de la versión 7.5, la librería tiene una licencia dual Microsoft Public License.